# Paula Paul
Andrea Paula Paul (* 1. Januar 1971 in Herborn) ist eine deutsche Schauspielerin.

## Leben und Karriere
Die gebürtige Hessin Paula Paul studierte Germanistik und Theaterwissenschaft an der Universität Gießen. Für ihre schauspielerische Ausbildung belegte sie Seminare an der Escuela Internacional de Cine y Televisión in Kuba und der New School in New York. Zusätzlich nahm sie noch Unterricht bei Schauspielcoach Ina Holst. Ihr Filmdebüt gab Paula Paul 1999 mit einer kleinen Rolle in Absolute Giganten. Seitdem wirkte sie in zahlreichen Filmen wie Keinohrhasen und Barfuss oder Fernsehproduktionen wie Das Duo und Mord mit Aussicht mit. Seit 2009 spielt sie in der ZDF-Serie Die Bergwacht die Rolle der Hebamme Bea Kleinert.
Paula Paul spricht neben Hochdeutsch auch Bayerisch, Wienerisch und ihren Heimatdialekt Hessisch. Ferner spricht sie fließend Englisch und Italienisch.
Ihren derzeitigen Hauptwohnsitz hat Paula Paul in Pinneberg bei Hamburg. Paul hat zwei Kinder.

## Filmografie (Auswahl)

### Kinofilme
- 1999: Absolute Giganten
- 2001: Auf Herz und Nieren
- 2002: Storno
- 2004: Kebab Connection
- 2005: FC Venus
- 2005: Eine andere Liga
- 2005: Barfuss
- 2006: Schöner Leben
- 2007: Keinohrhasen
- 2010: Der Himmel hat vier Ecken
- 2010: Otto’s Eleven
- 2014: Die Gärtnerin von Versailles (A Little Chaos)
- 2017: Conni & Co 2 – Das Geheimnis des T-Rex
- 2018: Hot Dog
- 2020: Die Hochzeit

### Fernsehproduktionen
- 2000: Was tun, wenn’s brennt?
- 2002: Das Duo – Totes Erbe
- 2003: Broti & Pacek – Irgendwas ist immer – Angsthasen und andere Helden (Fernsehserie)
- 2004: Im Schwitzkasten
- 2004: Die Rettungsflieger – Der Held des Tages (Fernsehserie)
- 2005: Mutterglück
- 2006–2007: Ki.Ka-Krimi.de (Fernsehreihe)
- 2008: Mord mit Aussicht – Fingerübungen (Fernsehserie)
- 2009: Tatort – Häuserkampf (Fernsehreihe)
- 2009: Das Geheimnis der Wale (Fernsehfilm)
- 2009–2014: Die Bergretter / Die Bergwacht (Fernsehserie)
- 2010–2011: Die Pfefferkörner (Fernsehserie)
- 2010: Das Glück ist eine Katze
- 2010: Stralsund – Außer Kontrolle (Fernsehreihe)
- 2011: Tatort – Borowski und die Frau am Fenster
- 2014: Großstadtrevier – Der Fluch des Pharao (Fernsehserie)
- 2014: Tatort – Der sanfte Tod
- 2014: In your dreams – Sommer deines Lebens
- 2015: Prinzessin Maleen (Fernsehfilm)
- 2016: Die Kanzlei – Ruhe vor dem Sturm (Fernsehserie)
- 2016: Hubert und Staller – Alles wird gut (Fernsehserie)
- 2016: SOKO Wismar – Das Geständnis (Fernsehserie)
- 2017: Dengler: Die schützende Hand
- 2018: Großstadtrevier – Der kurze Traum vom langen Glück (Fernsehserie)
- 2018: Eine schöne Bescherung
- 2019: Zwischen zwei Herzen
- 2023: Marie Brand und die falsche Wahrheit (Fernsehreihe)
- 2024: SOKO Hamburg: Tödlicher Hass (Fernsehserie)